# Malus komarovii
Malus komarovii là loài thực vật có hoa trong họ Hoa hồng. Loài này được (Sarg.) Rehder mô tả khoa học đầu tiên năm 1920.